# 산타 마리아 글로리오사 데이 프라리 성당

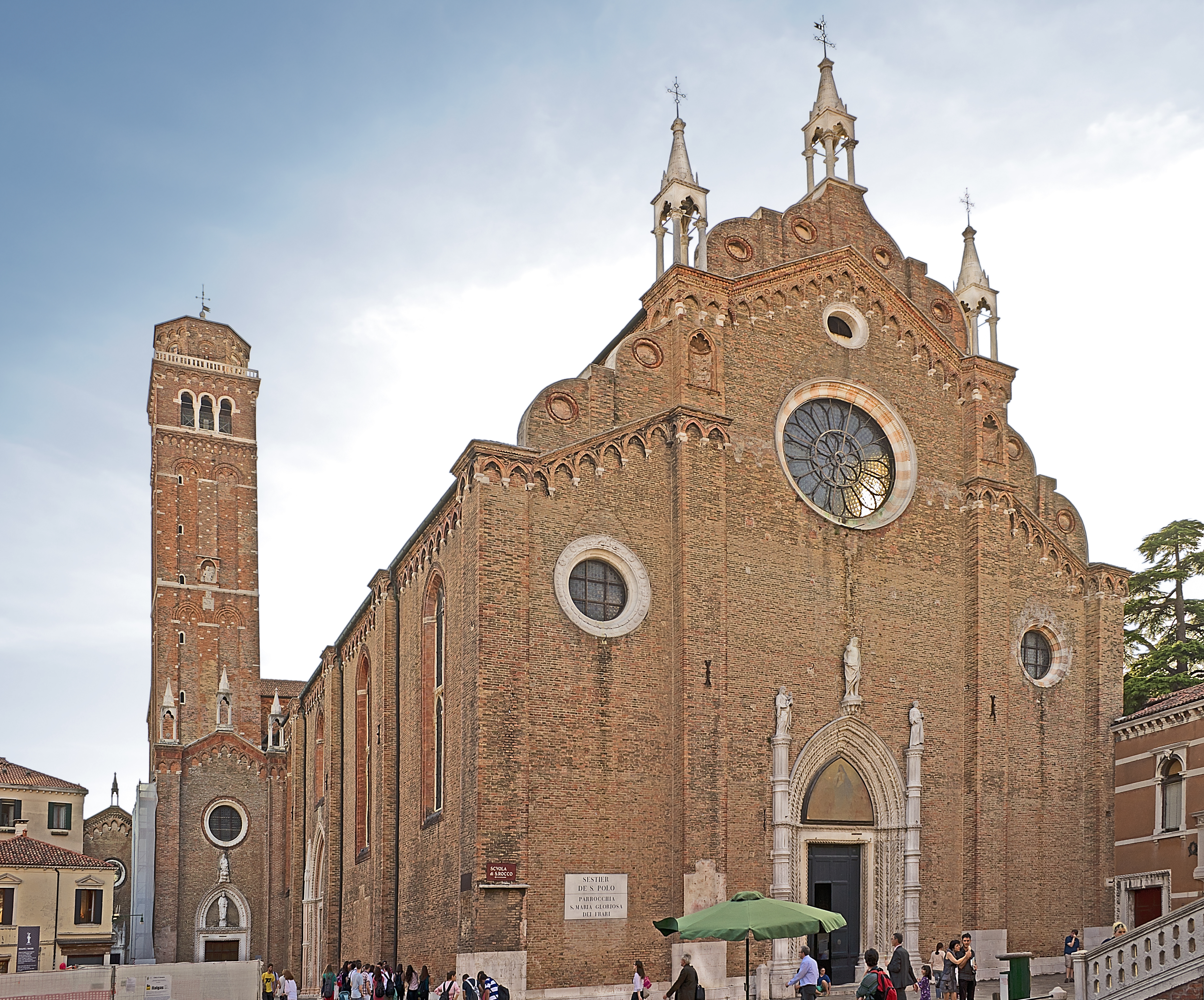
산타 마리아 글로리오사 데이 프라리 성당

산타 마리아 글로리오사 데이 프라리 성당(이탈리아어: Basilica di Santa Maria Gloriosa dei Frari)은 이탈리아 베네치아 산폴로 지역의 캄포 데이 프라리에 있는 성당이다. 간단히 프라리(Frari)라고도 부른다. 성모 승천을 헌당한다.